# 桉叶油醇
桉叶油醇又称1,8-桉树脑（1,8-cineole），是一种无色至淡黄色油状透明液体。有樟脑气息和清凉的草药味道。沸点176℃，熔点1～1.5℃，闪点47～48℃。溶于乙醇、乙醚、氯仿、冰醋酸、丙二醇、甘油和大多数非挥发性油，微溶于水。天然品存在于桉叶油等200余种天然精油中。

## 用途
桉叶油醇是薰衣草油和穗薰衣草油的固有成分之一，是配制这类精油必用的香料。适量用于药草型如薰衣草、新刈草和香薇型香精中，有增加成鲜的效果。用于药皂、喷雾剂或化妆品香精和其他卫生用品，如牙膏等，有杀菌作用。工业制品中可用作不良气息的掩盖剂。也用于食用香精，主要用于止咳糖、人造薄荷等中。
桉叶油醇亦可作为杀虫剂和驱虫剂。

## 生产方法
桉叶油醇广泛存在于天然芳香油中，为桉叶油的主要成分。桉叶油醇可以芳香油中单离制得。例如将桉叶油分馏，收集175-180℃馏分，稍加精制即可。如需制造纯度较高的产品，可将芳香油中分馏得到的桉叶油醇加以冷却，通入HCI干燥。分离出盐酸及桉叶油醇结晶，用热水分解结晶，再经精馏即得纯粹的桉叶油醇。合成法是将萜品转化成酸，再脱水而得。

## 延伸閲讀
- Boland, D. J.; Brophy, J. J.; House, A. P. N. . Melbourne: Inkata Press. 1991. ISBN 0-909605-69-6.

## 外部連結
- . Botanical.com.   [2020-04-15]. （原始内容存档于2010-05-28）.
- . Henriette's Herbal.   [2020-04-15]. （原始内容存档于2008-05-15）.
- . Oxford University Chemistry Department.   [7 January 2008]. （原始内容存档于11 October 2007）.

template:Non-timber forest products
template:Transient receptor potential channel modulators